# ブリストル・シドレー BS.100

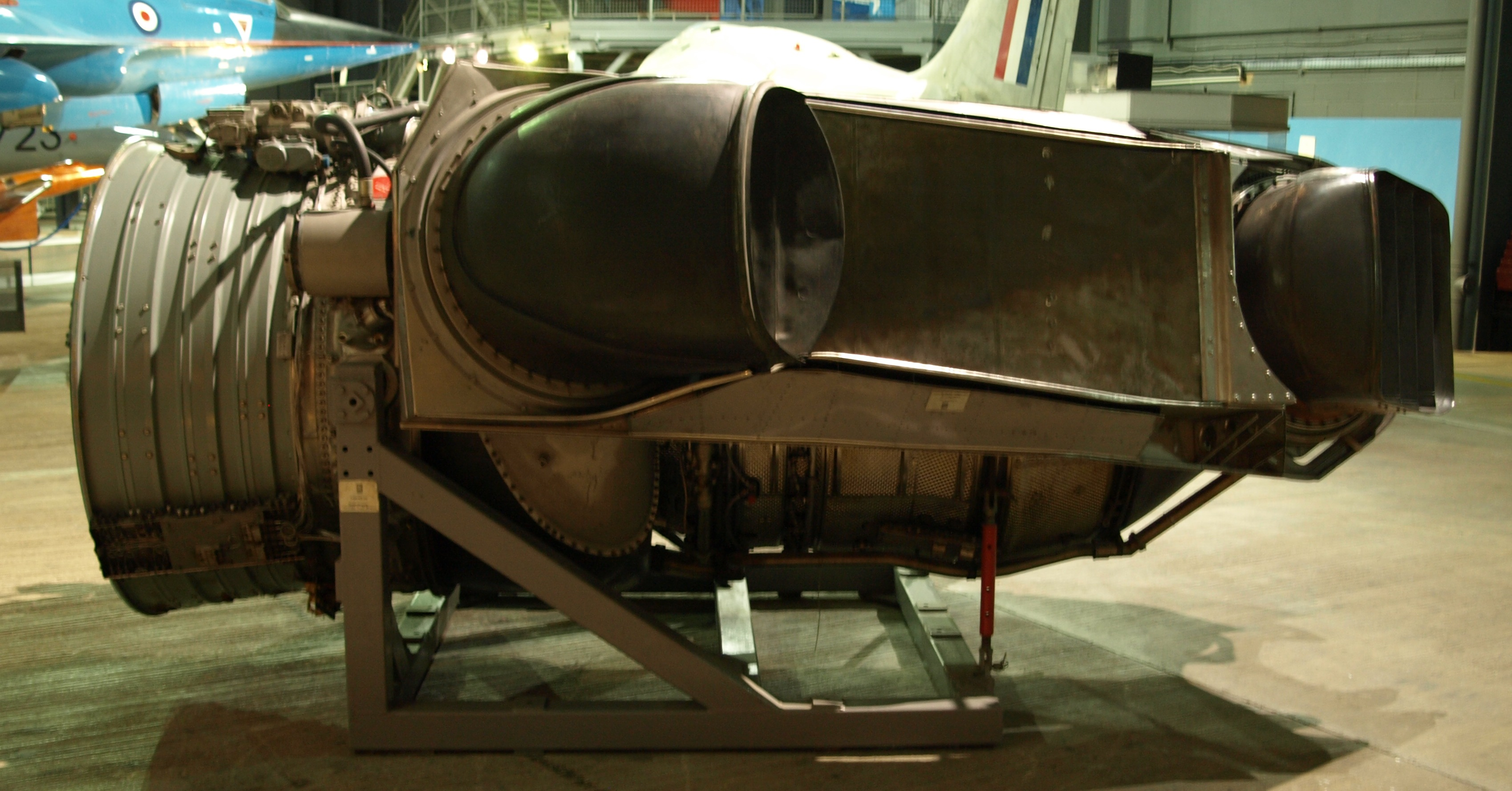
ブリストル・シドレー BS.100

ブリストル・シドレー BS.100はイギリスの2軸式推力偏向型ターボファンエンジンである。1960年に初めて運転され少数がブリストル・シドレー社によって設計、生産された。計画は1965年初頭に中止された。

## 設計と開発
BS.100は全体の構造がペガサスエンジンの設計に似ているがプレナムチェンバーバーナー(PCB)を備え、超音速飛行可能な垂直離着陸機であるホーカー・シドレー P.1154に搭載される予定だった。
PCBはアフターバーナーに似ているがバイパス流(前方のノズル)のみに適用され、ファンからの流れは回転するノズルで方向を曲げられて噴射される。PCBとファンの整合性を維持するために可変面積式前方ノズルが必要とされた。
BS.100は同様にD-24用のエンジンとしても予定された。

## エンジンの展示
保存されたBS.100は航空艦隊博物館、RNAS Yeoviltonで展示される。

## 仕様諸元 (BS100)
一般的特性
- 形式: ターボファン
- 全長:
- 直径:
- 乾燥重量:

構成要素
- 圧縮機: 2軸式軸流式
- バイパス比: 0.9:1
- 燃焼器: アニュラ型

性能
- 推力: 

  - 26,200 lbf (116.54 kN) PCB 停止時
  - 35,900 lbf (159.69 kN) 短距離離陸時 PCB 作動
- 全圧縮比（英語版）: 11.45:1
- 空気流量: 490 lb (222.3 kg)/秒
- 燃料消費率: 

  - 0.615 lb/(hr·lbf) (62.73 kg/(kN·h))  19,200 lbf (85.41 kN) アフターバーナー未使用時
  - 1.16 lb/(hr·lbf) (118.3 kg/(kN·h)) PCB使用時
- 推力重量比: :1

### 文献
- Gunston, Bill. World Encyclopedia of Aero Engines. Cambridge, England. Patrick Stephens Limited, 1989. ISBN 1-85260-163-9